# Copa Europea Femenina de la FIBA 2021-22
La Copa Europea Femenina de la FIBA 2021-22 es la vigésima edición de la competición internacional de segundo nivel FIBA Europa para los clubes de baloncesto femenino.